# آرنولد بلیس
آرنولد بلیس (انگلیسی: Arnold Bliss; ۸ نوامبر ۱۹۰۹ – ۱ دسامبر ۱۹۷۵) بازیکن فوتبال اهل بریتانیا بود.
از باشگاه‌هایی که در آن بازی کرده است می‌توان به باشگاه فوتبال روچدیل، باشگاه فوتبال استالی‌بریج سلتیک، باشگاه فوتبال وستهام یونایتد، باشگاه فوتبال استافورد رانجرز، و باشگاه فوتبال پورت ویل اشاره کرد.